# باربرا شوارتز
باربرا شوارتز (بالإنجليزية: Barbara Schwartz)‏ هي فنانة أمريكية، ولدت في 1949 في فيلادلفيا في الولايات المتحدة، وتوفيت في 8 مايو 2006 في نيويورك في الولايات المتحدة.